# 카스텔페트로소
카스텔페트로소(이탈리아어: Castelpetroso)는 이탈리아 몰리세주 이세르니아도의 코무네다. 캄포바소로부터 서쪽 25km, 이세르니아 남동쪽 10km 거리에 있다.